# 塚本高史
塚本高史（日语：／ Tsukamoto Takashi、1982年10月27日—），日本男演員、歌手，出生於東京都八王子市，隸屬事務所為Sun Music Group。身高176公分。

## 簡歷
塚本高史15歲出道，在2000年出演電影《大逃殺》為人認識，其後拍攝多部電視劇，當中包括曼哈頓愛情故事、熟男不結婚、鐵板少女小茜!!，2008年首度挑大樑主演NHK電視劇監查法人。
塚本高史在2005年參演中日合作電影《戀愛地圖》，吸引了不少中國影迷。其後更與日本新生代歌手YUI合演感人電影《太陽之歌》（台譯: 午夜的太陽），名聲再大增。2007年，塚本高史參演中日合作電影《夜·上海》。
塚本高史除了參演多部電視劇、電影外，也是一名歌手。在2003年推出首張個人單曲ヒ・ト・リ・ゴ・ト，繼而在2004年推出另一張單曲いつでも仆は；2007年推出首張個人專輯自遊奔放。
塚本高史在2007年4月宣佈與認識2年多的圈外人結婚。消息指高史的太太比其大7歲。。他們的女兒在2007年誕生。2009年，塚本高史的兒子誕生。

## 人物
- 家庭成員：父母和弟弟（比他小11歲）[6]。、妻子、女兒和兒子。
- 喜歡的藝人是Green Day、Red Hot Chili Peppers和hide。
- 高史是搞笑藝人組合robot中秋山龍次的大飯，並在日劇『特急田中3号』中有共演的機會。
- 與女演員長澤正美共同演出的機會很多，包括『ROBOT CONTEST』、『等待，是為了和妳相遇』、『淚光閃閃』、『在恆河裡游蝶泳』、『20歲的戀人』等等。
- 出演宮藤官九郎腳本的TBS日劇很多，包括『木更津貓眼』、『曼哈頓愛情故事』、『虎與龍』、『在恆河裡游蝶泳』。
- 由於高史的紅嘴唇，上節目『笑笑也可以！』時，經常被主持人塔摩利說「嘴唇很漂亮呢！」、「是不是塗了口紅？」……等等。
- 與『木更津貓眼』的共演者岡田准一、櫻井翔、岡田義徳、佐藤隆太、酒井若菜等感情很好，特別與佐藤隆太互稱大親友。
- 在2010.09.12的堂本兄弟中提到，演藝圈中和高岡蒼甫是好友，兩家關係很好，偶爾會碰碰面。

## 演出作品

### 電視劇
- 職員室／TBS （1997年7月－9月）
- 戀愛Y世代（おそるべしっっ!!!音無可憐さん）／EX ／高瀬哲雄（16）（1998年1月－3月）
- 紅花（くれなゐ） ／YTV （1998年4月－6月）
- Change!（チェンジ!） ／EX（1998年10月－12月）
- 雙子偵探 ／NHK（客串：第六回) （1999年9月）
- 感應少年2（サイコメトラーEIJI2 ） ／NTV （1999年10月－12月）
- 灰姑娘夜未眠（シンデレラは眠らない） ／YTV（2000年1月－3月）
- 夏之雪（Summer Snow） ／TBS （2000年7月－9月）
- 女科调员2（科捜研の女2） ／EX（客串：第六回）（2000年10月）
- 陰陽師（陰陽師おんみょうじ） ／NHK（客串：第六回）（2001年4月）
- 菜鳥警探（ルーキー）／KTV （客串：第六回）（2001年4月）
- 離天國最近的男人2（天國に一番近い男2）／TBS（客串：第一回）（2001年4月）
- 鬥陣美眉（Fighting Girl）／CX （客串：第一回）（2001年7月）
- 新宿傷痕戀歌（傷だらけのラブソング）／KTV （2001年10月－12月）
- 木更津貓眼（木更津キャッツアイ）／TBS ／佐佐木  (2002年1月－3月）
- 新宿鮫系列之冰舞（新宿鮫　氷舞）NHK（客串：第一回）（2002年3月）
- 極道鮮師（港譯: 我MISS係大佬）（ごくせん）／NTV（客串：第九回）／黑崎裕次（2002年4月）
- 東京獨門獨院（東京庭付き一戶建て）／NTV ／山岸秀次（2002年7月－9月）
- 戀愛少女（戀セヨ乙女）／NHK　／富樫秀彥（19） （2002年7月－9月）
- 頑固老爸2（おとうさん） ／TBS ／ヒデちゃん（2002年10月－12月）
- 新・夜逃げ屋本舗 /NTV / 宮島友明/ （2003年6月）
- Stand UP!!／TBS ／久米直也 （2003年7月－9月）
- 曼哈頓愛情故事（マンハッタンラブストーリー）／TBS ／蒲生忍（2003年7月－9月）
- 神，請你等一下（ちょっと待って、神様） /NHK/久留春夫（2004年1月－2月）
- 烈火男兒（FIRE BOYS め組の大吾）／CX ／甘粕士郎（2004年1月－3月）
- ＲＵＮＮＥＲ’Ｓ　ＨＩＧＨ／CX ／小峰龍吾（2004年5月）
- 最重要的約會 東京的天空，上海的夢（一番大切なデート 東京の空，上海の夢）／TBS （2004年8月9日，特別篇）
- 夫婦／TBS ／山口順(22)  (2004年10月-12月）
- 虎與龍「タイガー＆ドラゴン三枚起請の回」／TBS ／銀次郎（2005年1月9日，特別劇）
- 虎與龍（タイガー＆ドラゴンTiger&Dragon）／TBS ／銀次郎（2005年4月－6月）
- 菊次郎與早紀2（菊次郎とさき2）／EX ／北野武（青年期）（2005年7月－9月）
- 名偵探赤富士鷹 ／NHK / 如月大正（2005年12月）
- 熟男不結婚（結婚できない男）／KTV ／村上英治（2006年7月－9月）
- 鐵板少女小茜!!（鉄板少女アカネ!!）／TBS ／一條心太（22）（2006年10月－12月）
- 特急田中3號（特急田中3號）／TBS／花形圭（2007年4月－6月）
- 二十歲戀人 ／TBS／河村由紀夫（2007年10月－12月）
- 監査法人 ／NHK／主演・若杉健司（2008年6月14日起連續6週播送，首次主演電視劇）[7]
- ドラマW「6時間後に君は死ぬ」（2008年9月28日、WOWOW）／主演・山葉圭史
- 小兒救命（2008年10月－12月，朝日電視台）／飾 狩矢俊介
- 帝王（2009年7月－9月，TBS）／飾 咲輝凌（坂木了）
- 東京DOGS／富士電視台／飾 矢野亮介（第七話）（2009年11月30日）
- 女人不妥協（曲げられない女）／日本電視台／飾 坂本正登（2010年1月－3月）
- 彩虹閃耀夏之戀／富士電視台／飾 北村春樹（第6話）（2010年8月23日）
- 幻夜／WOWOW／飾 水原雅也（2010年11月－2011年1月）
- school!!/富士電視台／飾 大橋仁（2011年1月－3月）
- Tempest/NHK電視台／飾 喜舎场朝薫（2011年7月17日－9月18日）
- 逃亡～為了所愛的你（ランナウェイ〜愛する君のために）／TBS電視台／飾 河島隆之介（2011年10月－12月）
- Hungry！／關西電視台／飾 住吉賢太（2012年1月－3月）
- 爸爸是偶像／TBS電視台／飾 佐倉鐵平（第7、8話) （2012年4月19日－6月28日）
- 幽靈媽媽搜查線（ゴーストママ捜査線〜僕とママの不思議な100日〜 )／日本電視台／飾 三船浩志（最終話、2012年9月15日）
- 東京全力少女／日本電視台／飾 櫻井弘一（2012年10月－12月）
- 想被傳達的我們（配達されたい私たち)／WOWOW／主演・澤野始（2013年5月－6月）
- OUR HOUSE／富士電視台／飾 三上丈治（2016年4月 - 6月）[8]
- 刑警七人 season2／朝日電視台 ／飾 青山新（2016年7月－9月）
- 廚師警部的晚餐會／TBS電視台 ／飾 德永貞治（第1話、2016年10月20月）
- 中年超人左江內氏 ／日本電視台／飾 強盜（第1話、2017年1月14月）
- 女王偵訊室 第二季／朝日電視台 ／飾 水越辰也（第5話、2017年5月18月）
- 刑警七人 season3／朝日電視台 ／飾 青山新（2017年7月－9月）
- 監獄公主／TBS電視台 ／飾 長谷川信彥（2017年10月－12月）
- Holiday Love／朝日電視台 ／飾 高森純平（2018年1月－3月）
- 刑警七人 season4／朝日電視台 ／飾 青山新（2018年7月－9月）
- Cross Road 3 群眾的正義／NHK BS Premium ／飾 荒木琢磨（2018年12月4日－23日）
- 刑警七人 season5／朝日電視台 ／飾 青山新（2019年7月－9月）
- 熟男還不結婚（まだ結婚できない男）／KTV ／飾 村上英治（2019年10月－12月）
- 刑警七人 season6／朝日電視台 ／飾 青山新（2020年7月－9月）
- 我家的故事／TBS電視台 ／飾 鬼塚高吉（第9話・最終話、2021年3月19月・26日）
- 刑警七人 season7／朝日電視台 ／飾 青山新（2021年7月－9月）
- 二月的勝者-絕對合格教室-／日本電視台 ／飾 武田正人（第4話・最終話、2021年11月6月・12月18日）
- 刑警七人 season8／朝日電視台 ／飾 青山新（2022年7月－9月）
- 義經的手機／NHK ／飾 源義朝（2022年5月24日－6月3日）
- 為你綻放的花／TBS電視台 ／飾 豐高創（第1話・第6話・第7話、2022年10月18月・11月22日・11月29日）
- 刑警七人 season9／朝日電視台 ／飾 青山新（2023年6月－8月）
- 一兆＄遊戲／TBS電視台 ／飾 神星夜（第5話・第6話、2023年8月11日・8月18日）[9]
- * 偶像失格／BS松竹東急／飾 六車藤四郎（2024年1月13日 - 3月30日）[10][11]
- YIPS 易普症 第3話／富士電視台 ／飾 尾花健一郎（第3話、2024年4月26日）[12]
- Double Cheat 虛假警官 Season1 第2話／東京電視台・WOWOW／猪俣充（2024年5月3日）[13]
- 西園寺小姐不做家事／TBS電視台 ／飾 小西洋介（2024年7月－9月17日）[14]
- 假面騎士GAVV／朝日電視台 ／飾 蘭戈・史托瑪克（2024年9月8日ㄧ）
- 最終看到的街道／朝日電視台 ／飾 後輩演員（2024年9月21日）
- 放課後的病歷表／日本電視台／ 飾 樫井貴之（2024年10月12日ㄧ12月21日）
- 夫よ、死んでくれないか#テレビドラマ／東京電視台／ 飾 榊哲也（2025年4月7日ㄧ ）[15]

### 網絡劇
- 女たちは二度遊ぶ「平日公休の女」（2010年4月7日，BeeTV）
- U-NEXT presents「君と会えた10＋3回」（2020年3月31日，U-NEXT） ／飾 小倉博昭（友情出演）
- グリーンチャンネル「ドラマスペシャル 競馬の鉄人」（2020年12月，グリーンチャンネル） ／飾 武田豐
- THE3名様Ω（2024年5月24日 - ，Hulu） ／主演・ミッキー

### 電影
2000年
- 大逃殺Ｉ（バトル・ロワイアル）／ 三村信史（男生19號） －12月公開

2001年
- 大逃殺～特別篇（バトル・ロワイアル～特別篇）－4月公開
- ひかり（福岡県教育映畫）－11月公開
- 哥吉拉·摩斯拉·王者基多拉 大怪獸總攻擊 - 12月公開
- 修羅雪姬－12月公開

2002年
- 藍色青春（青い春）－6月公開

2003年
- 偶遇不良少年（偶然にも最悪な少年）－9月公開
- 機器人競賽（ロボコン）－9月公開
- rockers（ロッカーズ）－10月公開
- 木更津貓眼 日本棒球總決賽（木更津キャッツアイ 日本シリーズ）－11月公開
- 雷電疾走的夏天（カミナリ走ル夏）  12月公開

2004年
- 戀文日和－秋公開

2005年
- 戀愛地圖（about love　アバウト・ラブ/關於愛）－9月公開(日本)

（台陸日）演員：(東京篇)伊東美咲、陳柏霖；(臺北篇)加瀨亮、范曉萱；(上海篇)李小璐、塚本高史
- 深紅－9月公開

2006年
- TAKI183－1月公開
- 富岳百景～遙遠的地方（富岳百景～遙かなる場所）－5月公開
- 太陽之歌（タイヨウのうた）－6月公開
- 淚光閃閃（涙そうそう）－9月公開
- 木更津貓眼 世界棒球錦標賽（木更津キャッツアイ～ワールドシリーズ）－10月公開

2007年
- 恩瑪（エンマ（enma））－2月公開
- 等待，是為了和妳相遇（そのときは彼によろしく）－6月公開
- 夜·上海－9月公開（日本）
- スマイル（客串演出）－12月公開

2008年
- 向著陰天綻放（陰日向に咲く）－1月公開
- 死亡預告　-　森尾秀和
- イエスタデイズ（2008年11月1日公開） ※（日本全國公開上映，電影首次主演）- 主演・柳田聰史

2009年
- 男兒有淚不輕彈（なくもんか）

2010年
- 極惡非道（アウトレイジ）

2024年
- 工作細胞（はたらく細胞）- 嗜中性球

## 音樂錄影帶
- 倖田來未
  - you（男3人會話篇·主役）
  - Lies（男3人會話篇）
  - feel（男3人會話篇）
  - Someday
- YUI
  - Good-bye days
- 木更津キャッツアイ feat.MCU「シーサイド・ばいばい(海岸,再見)」

## 音樂作品

### 單曲
|            | 資料                                        | 收錄 |
| ---------- | ------------------------------------------- | --- |
| 首張單曲   | ヒ・ト・リ・ゴ・ト - 發行日期：2003年4月1日 | 1. ヒ・ト・リ・ゴ・ト 2. ストロベリィーフィールズで待っていて欲しい 3. ヒ・ト・リ・ゴ・ト BGM Mix ◎附贈塚本高史的語音訊息                                                                              |
| 第二張單曲 | いつでも僕は - 發行日期：2004年7月14日      | 1. いつでも僕は 2. 僕の声 3. ありがとう 4. いつでも僕は(original KARAOKE) 5. 僕の声(original KARAOKE) 6. ありがとう(original KARAOKE) 7. いつでも僕は(private version) ◎加贈〈いつでも僕は〉音樂錄影帶 |
| 第三張單曲 | NEW MORNING - 發行日期：2006年4月12日       | 【CD AUDIO SIDE】 1. NEW MORNING 2. Recycle 3. Keep on running 【DVD VIDEO SIDE】 - NEW MORNING MUSIC CLIP                                                                                             |

### 專輯
|          | 資料                              | 收錄 |
| -------- | --------------------------------- | --- |
| 首張專輯 | 自遊奔放 - 發行日期：2007年5月9日 | 1. LOVE Tear Drops 2. ニコチンスマイル 3. 僕の声 Brand New Ver. 4. 尖った誘惑 5. ありがとう Brand New Ver. 6. Keep on running 7. ヒ・ト・リ・ゴ・ト Brand New Ver. 8. あなたのために 9. 真夜中のサプリメント 10. NEW MORNING 11. Laura 12. ストロベリーフィールズで待っていて欲しい Brand New Ver. 13. Recycle 14. いつでも僕は Brand New Ver. 15. いつの日にか DVD - いつの日にか（音樂錄影帶） |

## 外部連結
- 塚本高史的官方網站 （页面存档备份，存于）（日語）
- 塚本高史的Instagram帳戶
- 塚本高史經紀人的X（前Twitter）帳戶